# Atemptat de l'Hotel King David

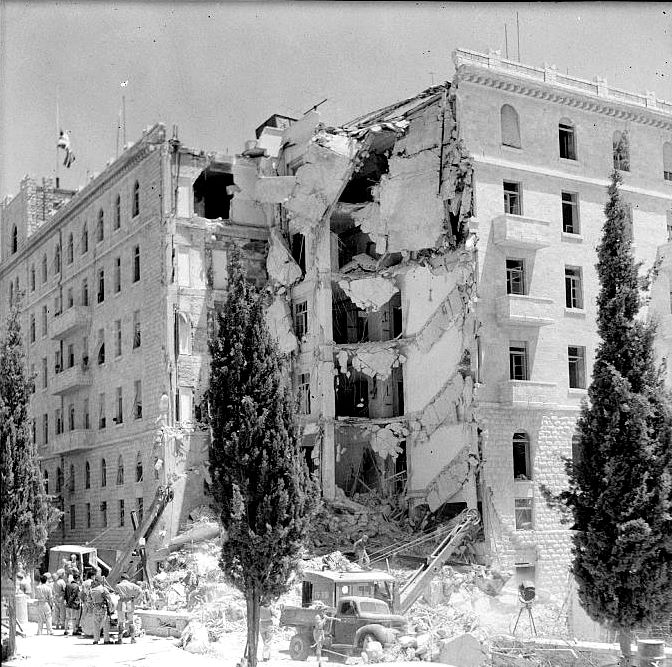
L'Hotel King David després de l'atemptat.

L'atemptat amb bomba a l'hotel Rei David, fou una acció contra el govern britànic del Mandat Britànic de Palestina per membres de l'Irgun Tzevaí Leumí, una organització armada sionista, ocorregut el 22 de juliol de 1946 a Jerusalem.
L'atac es va ordenar com a represàlia per l'Operació Àgata, les detencions en massa que havien fet els britànics el 29 de juny de 1946, entrant a l'Agència Jueva i confiscant nombrosa documentació, que s'havia dut a l'hotel Rei David.
L'atac, ordenat per Menachem Begin, cap de l'Irgun que més tard esdevindria Primer Ministre d'Israel, va ser dut a terme per membres de l'Irgun vestits com àrabs a l'hotel, base del secretariat Britànic, del comandament de l'exèrcit i de la policia. Noranta-una persones moriren, la majoria membres del secretariat i personal de l'hotel: 28 britànics, 41 àrabs, 17 jueus, i 5 d'altres nacionalitats; 15 més van resultar ferides. L'atac, comandat per Yosef Avni i Yisrael Levi, va ser el més mortífer durant el mandat britànic contra víctimes majoritàriament civils.